# فترة شووا

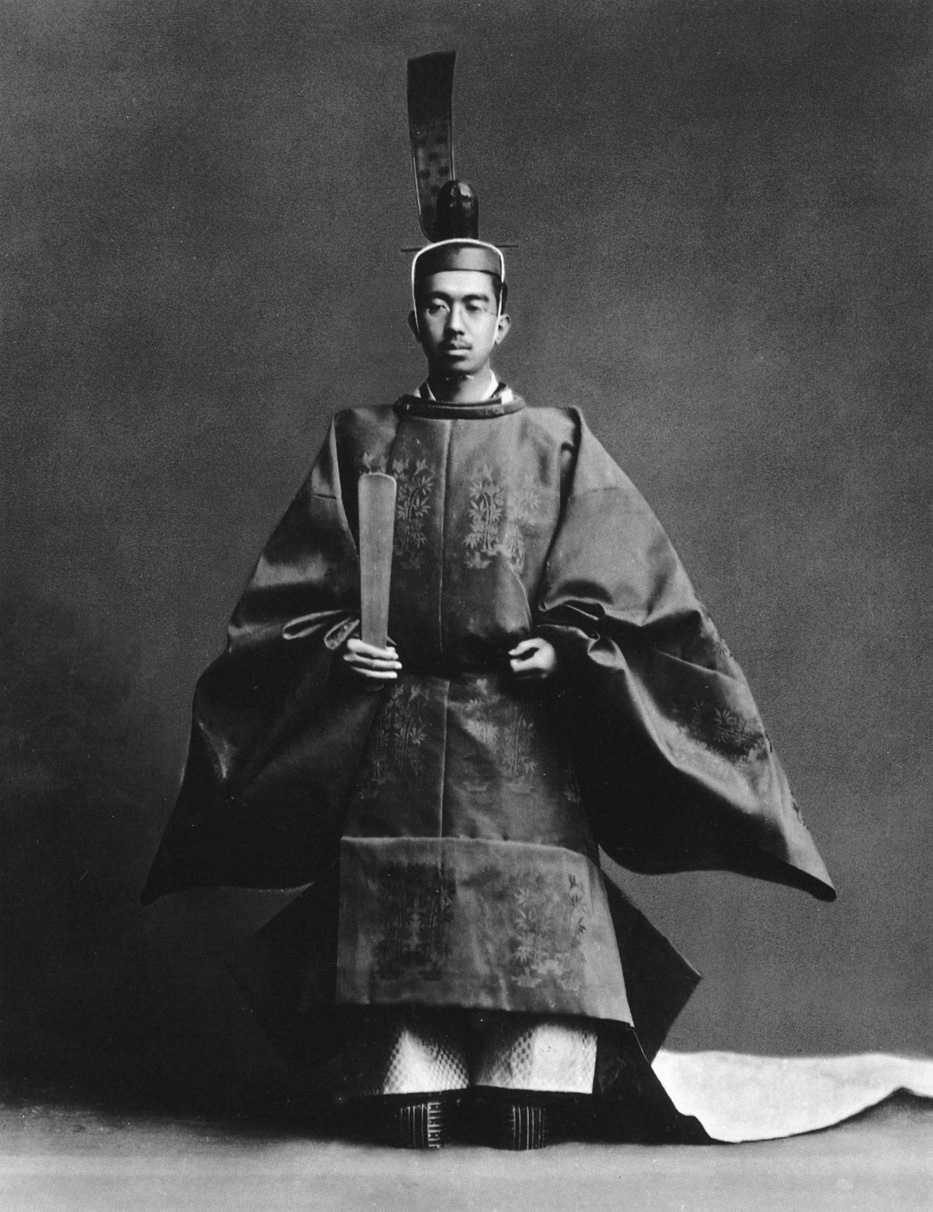
الإمبراطور هيروهيتو بلباسه الإمبراطوري 1928.

فترة شووا أو عهد شووا (باليابانية: 昭和時代 شووا جيداي) وتعني حرفياً «فترة السلام المنير» هي فترة في التاريخ الياباني رافقت حكم الإمبراطور هيروهيتو من 25 ديسمبر 1926، حتى 7 يناير 1989. كانت فترة شووا هي الأطول بين فترات جميع أباطرة اليابان، حيث في هذه الفترة جرت في اليابان الكثير من الأحداث، حيث تحولت اليابان إلى الشمولية بعد انهيار الرأسمالية وتحت تهديد الشيوعية ظهرت نزعة قومية. في 1937 جرت الحرب الصينية اليابانية الثانية، وفي عام 1941 شنت هجوماً على الشرق الأقصى بشن هجوم على بيرل هاربر الأمريكي، وبهذا دخلت الحرب العالمية الثانية. وفي منتصف عام 1945 ضربت اليابان بالقنبلتين النوويتين الوحيدتين في التاريخ، وبعدها أعلنت استسلامها في الحرب العالمية الثانية واحتلت للمرة الأولى والوحيدة في التاريخ من قبل دولة أجنبية لمدة سبعة سنوات. في ستينات وسبعينات القرن العشرين حصلت معجزة اقتصادية في اليابان بما يعرف باسم اقتصاد الفقاعة وكانت على وشك التغلب على الولايات المتحدة الأمريكية من حيث القوة الاقتصادية التي انتهت بعد نهاية فترة شووا.

## نظرة عامة
يشير عهد شووا إلى فترة التاريخ الياباني المرافقة لعهد الإمبراطور شووا (هيروهيتو) بداية من 25 ديسمبر عام 1926 حتى وفاته في 7 يناير 1989. سبق هذه الفترة عهد تايشو.
تمثل فترة شووا ما قبل عام 1945 وفترة شووا ما بعد الحرب حالتين مختلفتين تمامًا تقريبًا لليابان: يختص عصر شووا لما قبل عام 1945 (1926-1945) بإمبراطورية اليابان، في حين أن فترة شووا لما بعد عام 1945 (1945-1989) متعلقة بدولة اليابان.
خلال فترة ما قبل عام 1945، توجهت اليابان إلى الشمولية السياسية والقومية المتطرفة والفاشية التي بلغت ذروتها في الغزو الياباني للصين في عام 1937. كان هذا جزءًا من فترة عالمية من الانتفاضات الاجتماعية والصراعات التي شملت الكساد العظيم والحرب العالمية الثانية.
تسببت الهزيمة في الحرب العالمية الثانية في حدوث تغيير جذري في اليابان. للمرة الأولى الوحيدة في تاريخها، كانت اليابان مُحتلة من قبل قوى خارجية، وقد استمر هذا الاحتلال سبع سنوات. أدى احتلال الحلفاء إلى إصلاحات ديمقراطية شاملة، ونتج عنه النهاية الرسمية لمكانة الإمبراطور كأحد أنصاف الآلهة، وتحوّلت اليابان من كونها شكلًا يخلط بين الملكية الدستورية والملكية المطلقة إلى شكل يتبع ملكية دستورية ذات ديمقراطية ليبرالية. أصبحت اليابان دولة ذات سيادة مرة أخرى في عام 1952 مع معاهدة سان فرانسيسكو. تتميز فترة شووا لما بعد الحرب بالمعجزة الاقتصادية اليابانية.
كان عهد شووا أطول من عهد أي إمبراطور ياباني سابق. كان الإمبراطور شووا الإمبراطور الياباني الأطول عمرًا والأطول حكمًا في التاريخ، وكذلك أطول الملوك حكمًا في العالم في ذلك الوقت. في 7 يناير 1989، تولى ولي العهد أكيهيتو عرش الأقحوان بعد وفاة والده الإمبراطور شووا. وقد مثل هذا بداية فترة هيسي.

## نهاية «ديمقراطية تايشو»
مع انتخاب تاكاأكي كاتو رئيسًا للوزراء في اليابان، استمرت الإصلاحات الديمقراطية التي دعا إليها الأفراد اليساريون الأكثر نفوذًا. تُوِّج هذا بإقرار حق الاقتراع الشامل للذكور في مايو 1925، وقد أعطى هذا القانون حق التصويت لجميع الذكور الذين تزيد أعمارهم عن 25 عامًا، بشرط أن يكونوا قد عاشوا في دوائرهم الانتخابية مدة عام على الأقل، وبشرط أن لا يكونوا مُشرَّدين. تضاعف حجم الناخبين أربعة مرات تقريبًا، حيث قفز العدد من 3.3 مليون إلى 12.5 مليون.
على الرغم من ذلك، بدأت قوى رد الفعل بالازدياد في القوة وبالنمو باطراد بعد عام 1925، حين حدث تراجع عن الإصلاحات والسياسات الليبرالية والديمقراطية. أجبر الضغط من قبل اليمين المحافظ على إقرار قانون حفظ السلام لعام 1925، إلى جانب تشريعات أخرى مناهضة للراديكالية، وكان ذلك قبل عشرة أيام فقط من إقرار حق الاقتراع الشامل للذكور. قلص قانون حفظ السلام من النشاط اليساري الذي لم يكن واسع النطاق، وازداد إحكام هذا القانون بشكل مطرد. حظرت الجماعات التي سعت نحو تغيير نظام الحكم أو إلغاء الملكية الخاصة. سُحقت الحركات اليسارية الصغيرة المُحفّزة بواسطة البلشفية وتشتتت بعد ذلك. كان هذا جزئيًا بسبب قانون حفظ السلام، ولكن أيضًا بسبب التفتت العام لليسار. فرض المحافظون إقرار قانون حفظ السلام؛ لأن قادة الأحزاب والسياسيين في عهد تايشو شعروا بعد الحرب العالمية الأولى بأن الدولة كانت في خطر من الحركات الثورية. لم تحدد الدولة اليابانية أبدًا حدودًا بين المسائل الخاصة والعامة، لذا طالبت بالولاء في جميع ميادين المجتمع. نتيجة لذلك، كان يُنظر إلى أي هجوم أيديولوجي -كاقتراح الإصلاحات الاشتراكية- على أنه هجوم على وجود الدولة في حد ذاته. امتد مفهوم القانون تدريجيًا إلى الميادين الأكاديمية. بعد إقرار قانون حفظ السلام والتشريعات المرافقة، برز مفهوم كوكتاي رمزًا للدولة. كان ينظر إليه بصفته حاجزًا ضد الحركات الشيوعية والاشتراكية في اليابان. مع اقتراب التحدي المتمثل في الكساد العظيم، اُعتُبِر هذا التحدي نعيًا للديمقراطية البرلمانية في اليابان.